# Abraham Green
Abraham Green (ur. 15 października 1928 w Czeladzi, zm. 26 czerwca 2020 w Tel Awiwie) – izraelski działacz kombatancki i świadek Holocaustu, polski Żyd, przewodniczący Światowego Związku Żydów Zagłębia, w 2006 wyróżniony tytułem honorowego obywatela Czeladzi.

## Życiorys
W 1942 Green wraz z innymi Żydami znalazł się w czeladzkim getcie. Był więźniem obozu przejściowego pod Wrocławiem, lagru w Markstedt, lagru między Lipskiem a Dreznem, obozów w Groß-Rosen, Weimarze, Buchenwaldzie, a także robotnikiem przymusowym w zakładach Kruppa. Po wojnie wyemigrował do Izraela. Po zakończeniu 12-letniej służby wojskowej w armii izraelskiej założył firmę w branży gazowniczej, zaczął też działać na rzecz integracji środowiska zagłębiowskich Żydów w Izraelu.
W 1995 został odznaczony przez Prezydenta RP – Krzyżem Kawalerskim Orderu Odrodzenia Polski. Zmarł 26 czerwca 2020 w Tel Awiwie.